# Tupigny
Tupigny és un municipi francès situat al departament de l'Aisne i a la regió dels Alts de França. L'any 2007 tenia 360 habitants.

## Demografia

### Població
El 2007 la població de fet de Tupigny era de 360 persones. Hi havia 144 famílies de les quals 44 eren unipersonals (20 homes vivint sols i 24 dones vivint soles), 40 parelles sense fills, 52 parelles amb fills i 8 famílies monoparentals amb fills.
La població ha evolucionat segons el següent gràfic:
Habitants censats

### Habitatges
El 2007 hi havia 178 habitatges, 150 eren l'habitatge principal de la família, 13 eren segones residències i 15 estaven desocupats. 154 eren cases i 7 eren apartaments. Dels 150 habitatges principals, 94 estaven ocupats pels seus propietaris, 47 estaven llogats i ocupats pels llogaters i 9 estaven cedits a títol gratuït; 14 tenien una cambra, 14 en tenien dues, 27 en tenien tres, 40 en tenien quatre i 55 en tenien cinc o més. 89 habitatges disposaven pel capbaix d'una plaça de pàrquing. A 69 habitatges hi havia un automòbil i a 35 n'hi havia dos o més.

### Piràmide de població
La piràmide de població per edats i sexe el 2009 era:
| Homes | Edats   | Dones |
| ----- | ------- | ----- |
| 0     | 95 o +  | 0     |
| 0     | 90 a 94 | 4     |
| 0     | 85 a 89 | 12    |
| 4     | 80 a 84 | 0     |
| 0     | 75 a 79 | 8     |
| 8     | 70 a 74 | 20    |
| 4     | 65 a 69 | 8     |
| 8     | 60 a 64 | 8     |
| 16    | 55 a 59 | 12    |
| 12    | 50 a 54 | 12    |
| 16    | 45 a 49 | 4     |
| 16    | 40 a 44 | 16    |
| 8     | 35 a 39 | 8     |
| 12    | 30 a 34 | 4     |
| 8     | 25 a 29 | 8     |
| 12    | 20 a 24 | 12    |
| 16    | 15 a 19 | 16    |
| 0     | 10 a 14 | 8     |
| 4     | 5 a 9   | 16    |
| 16    | 0 a 4   | 0     |

## Economia
El 2007 la població en edat de treballar era de 217 persones, 140 eren actives i 77 eren inactives. De les 140 persones actives 121 estaven ocupades (73 homes i 48 dones) i 19 estaven aturades (10 homes i 9 dones). De les 77 persones inactives 33 estaven jubilades, 14 estaven estudiant i 30 estaven classificades com a «altres inactius».

### Ingressos
El 2009 a Tupigny hi havia 147 unitats fiscals que integraven 357 persones, la mediana anual d'ingressos fiscals per persona era de 14.041 €.

### Activitats econòmiques
Dels 11 establiments que hi havia el 2007, 2 eren d'empreses de construcció, 3 d'empreses de comerç i reparació d'automòbils, 2 d'empreses de transport, 1 d'una empresa d'hostatgeria i restauració i 3 d'empreses immobiliàries.
Dels 3 establiments de servei als particulars que hi havia el 2009, 1 era un paleta, 1 electricista i 1 restaurant.
L'únic establiment comercial que hi havia el 2009 era una gran superfície de material de bricolatge.
L'any 2000 a Tupigny hi havia 7 explotacions agrícoles.

## Equipaments sanitaris i escolars
El 2009 hi havia una escola elemental integrada dins d'un grup escolar amb les comunes properes formant una escola dispersa.

## Poblacions més properes
El següent diagrama mostra les poblacions més properes.